# Medåkers församling
Medåkers församling var en församling i Västerås stift och i Arboga kommun i Västmanlands län. Församlingen uppgick 2006 i Arbogabygdens församling.

## Administrativ historik
Församlingen har medeltida ursprung.  
Församlingen utgjorde till 1 maj 1921 ett eget pastorat för att därefter till 1971 vara moderförsamling i pastoratet Medåker och Himmeta som 1962 utökades med Västra Skedvi församling. Från 1971 till 2006 annexförsamling i pastoratet Arboga stadsförsamling, Arboga landsförsamling och Medåker som 1975 utökades med Götlunda församling. Församlingen uppgick 2006 i Arbogabygdens församling.

## Organister
Lista över organister i Medåkers församling.
| Ämbetstid | Namn                     | Levnadstid | Övrigt         |
| --------- | ------------------------ | ---------- | -------------- |
| 1761-1790 | Gustaf Ekebom            | 1720-1790  | Klockare.      |
| 1761-1785 | Anders Ekebom            | 1746-1785  |                |
| 1785-1808 | Lars Hallmodin           | 1760-1808  | Även klockare. |
| 1813-1849 | Lars Ferdinand Hallmodin | 1792-1856  |                |
| 1844-1849 | Lars Petter Nordström    | 1821-      |                |
| 1849-1878 | Johan Erik Sahlin        | 1815-1891  |                |
| 1878-1899 | Johan Theodor Bergström  | 1837-      |                |
| 1899-1930 | Johan Fredrik Lybeck     | 1869-      |                |
| 1934-1936 | Samuel Larsson Lengermo  | 1903-      |                |
| 1939-1951 | Harald Kristoffersson    | 1904-1951  |                |
| 1955-     | Tor Ola Persson          |            |                |

## Kyrkor
- Medåkers kyrka